# Französische Badmintonmeisterschaft 1996
Die Französische Badmintonmeisterschaft 1996 fand in Échirolles statt. Es war die 47. Austragung der nationalen Titelkämpfe im Badminton in Frankreich.

## Titelträger
| Disziplin    | Sieger                             |
| ------------ | ---------------------------------- |
| Herreneinzel | Bertrand Gallet                    |
| Dameneinzel  | Sandra Dimbour                     |
| Herrendoppel | Manuel Dubrulle Vincent Laigle     |
| Damendoppel  | Sandrine Lefèvre Virginie Delvingt |
| Mixed        | Manuel Dubrulle Virginie Delvingt  |